# SN 2003hq
SN 2003hq – supernowa typu Ia odkryta 30 sierpnia 2003 roku w galaktyce M+08-30-27. W momencie odkrycia miała maksymalną jasność 17,10m.